# عديم الكيس
عديم الكيس (الاسم العلمي: Asaccus)، جنس وزغات، تُعرف باسم وزغات جنوب غرب أسيا ورقية الأصابع، تنتمي إلى فصيلة ورقيات الأصابع.

## النطاق الجغرافي
يستوطن جنس عديم الكيس في الشرق الأوسط.

## الأنواع
هناك 19 نوعًا معترف بصلاحيتها في جنس عديم الكيس. تم وصف خمسة منها في عام 2011.
- Asaccus andersoni Torki et al., 2011
- Asaccus arnoldi Simo-Riudalbas, Tarroso, Papenfuss, Al-Sariri, & Carranza, 2017
- Asaccus barani Torki et al., 2011
- وزغة ورقية الأصابع الإماراتية Arnold & Gardner, 1994 – Emirati leaf-toed gecko
- Asaccus elisae (فرانز فيرنر, 1895) – Werner's leaf-toed gecko, Elisa's leaf-toed gecko
- عديم الكيس غالاغري (Arnold, 1972) – Gallagher's leaf-toed gecko, Gallagher's gecko
- عديم الكيس غاردنري Carranza, Simó-Riudalbas, Jayasinghe, Wilms & Els, 2016
- Asaccus granularis Torki, 2010
- Asaccus griseonotus جيمس ر. ديكسون & S. Anderson, 1973 – grey-spotted leaf-toed gecko, grey-marked gecko
- Asaccus iranicus Torki et al., 2011
- Asaccus kermanshahensis N. Rastegar-Pouyani, 1996 – Kermanshah leaf-toed gecko
- Asaccus kurdistanensis N. Rastegar-Pouyani, Nilson & Faizi, 2006 - Kurdistan leaf-toed gecko
- عديم الكيس مارغريتي Carranza, Simó-Riudalbas, Jayasinghe, Wilms & Els, 2016 - Margarita's leaf-toed gecko
- عديم الكيس الجبلي Gardner, 1994 - mountain leaf-toed gecko
- Asaccus nasrullahi Y. Werner, 2006 - Nasrullah's leaf-toed gecko
- عديم الكيس مفلطح الخطم Arnold & Gardner, 1994 - flat-snouted leaf-toed gecko
- Asaccus saffinae Afrasiab & Mohamad, 2009
- Asaccus tangestanensis Torki et al., 2011
- Asaccus zagrosicus Torki et al., 2011

تنبيه (كتابة): تشير التسمية ثنائية التي بين قوسين إلى أن النوع وصف في الأصل في جنس آخر غير عديم الكيس.